# Секиркина, Евдокия Макаровна
Евдоки́я Мака́ровна Секи́ркина (1907—1978) — свинарка колхоза «Знамя труда» Ракитянского района Белгородской области, Герой Социалистического Труда (1958).

## Биография
Родилась 14 марта 1907 года в селе Илёк-Кошары (ныне — Ракитянского района Белгородской области).
Работая в колхозе «Знамя труда» Ракитянского района свинаркой, внесла существенный вклад в увеличение производства мяса. В послевоенные годы участвовала в восстановлении разрушенной свиноводческой фермы колхоза, которая впоследствии по продуктивности и развитию свинопоголовья вышла на первое место в районе.
В 1956 году Евдокией Макаровной было получено по 30 поросят от каждой свиноматки, в следующем — по 32, а в 1958 году — по 33 поросенка. Секиркина задавала тон в областном социалистическом соревновании.
Её невестка — Пелагея Егоровна Секиркина — тоже является Героем Социалистического Труда.
Умерла 7 ноября 1978 года.

## Память
- Портрет Секиркиной Е. М. помещён на стенде Аллеи Трудовой славы п. Ракитное.

## Награды
- Указом Президиума Верховного Совета СССР от 11 марта 1958 года за выдающиеся успехи, достигнутые в деле развития сельского хозяйства и достижение высоких показателей по производству мяса и других продуктов сельского хозяйства, Секиркиной Евдокии Макаровне присвоено звание Героя Социалистического Труда с вручением ордена Ленина и золотой медали «Серп и Молот».
- Также была награждена вторым орденом Ленина и медалями.